# Schwebefähre Nantes
Die Schwebefähre Nantes (1903–1958) ist ein ehemaliges Brückenbauwerk über die Loire in Nantes. Diese nach Plänen des Ingenieurs Ferdinand Arnodin erbaute Schwebefähre erlaubte die Überquerung eines Armes der Loire, des Bras de la Madeleine, in Höhe der heutigen Brücke Pont Anne-de-Bretagne und verband den Quai de la Fosse mit der Prairie au Duc.

## Geschichte

### Kontext und Projekte

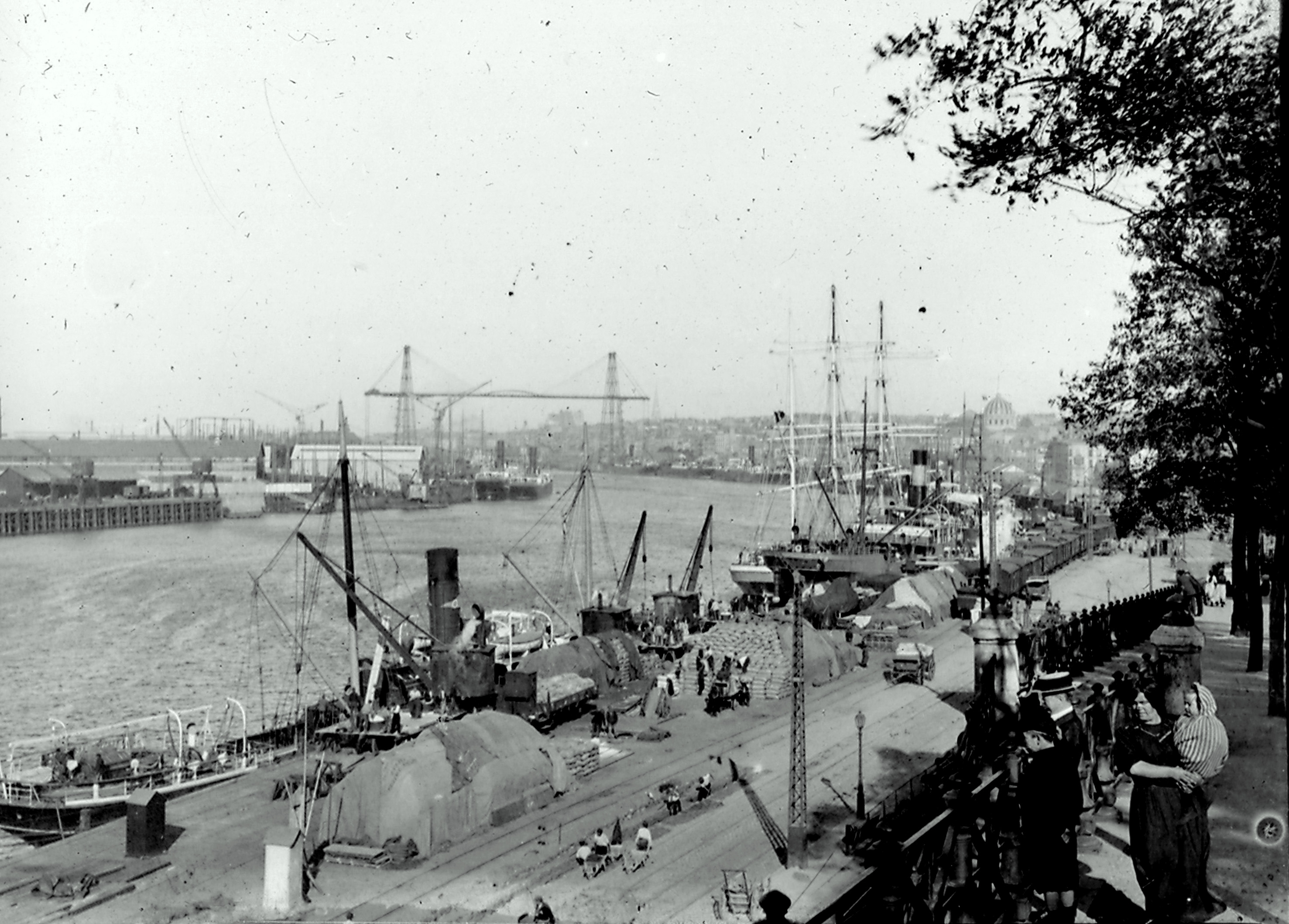
Die Schwebefähre im Jahr 1912

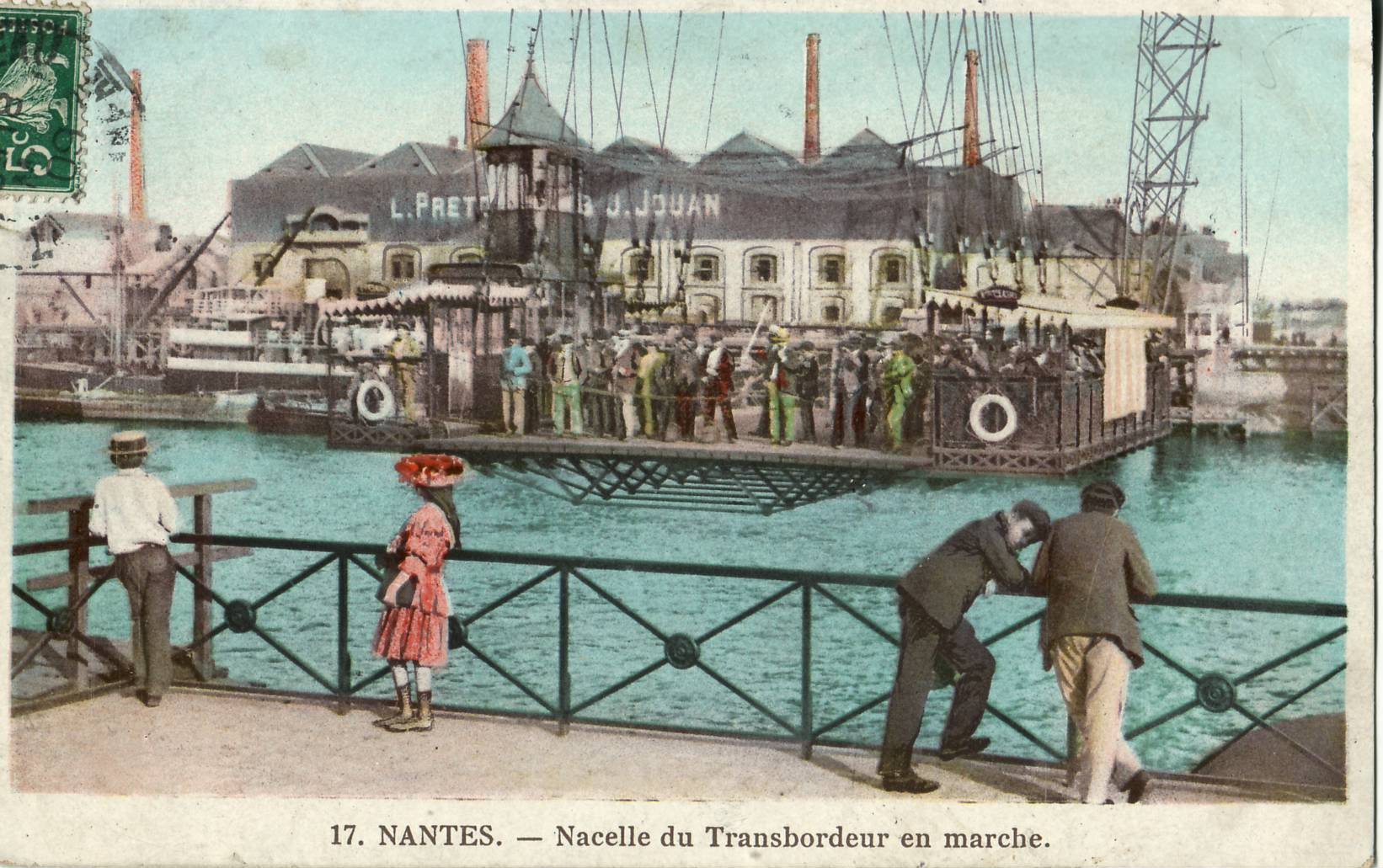
Passagiertransport (kolorierte Postkarte vor dem Ersten Weltkrieg)

Am Ende des 19. Jahrhunderts führten die Entwicklung der Werften und der durch die Loire erzeugte Einschnitt zu Problemen beim Transport von Arbeitern und Gütern zwischen den beiden Ufern. Eine Drehbrücke war nicht sinnvoll wegen der Launen des Flusses. Ein Tunnel wurde ins Auge gefasst, aber der sandige und steinige Untergrund erwies sich als ungünstig. Die Möglichkeit einer festen Brücke wurde ebenfalls verworfen, da für die damals noch zahlreichen Segelschiffe eine große lichte Höhe nötig war und die sich daraus ergebenden langen Zufahrtsrampen den Abriss zahlreicher Gebäude erfordert hätten. Schließlich brachte die Erfindung der Schwebefähre mit dem Bau der Puente de Vizcaya an der Zufahrt zum Hafen von Bilbao in Spanien zwischen 1888 und 1893 die Lösung. Und so rief man Ferdinand Arnodin, der zusammen mit Alberto Palacio die spanische Schwebefähre gebaut hatte.

### Konzession
Mit Verordnung vom 26. Mai 1898 wurde der öffentliche Nutzen festgestellt und somit der Bau einer Schwebefähre im Hafen von Nantes genehmigt. Der Auftrag zum Bau und die Betriebsrechte für 80 Jahre wurden an den Schüler Eiffels Ferdinand Arnodin erteilt.

### Bau (1902–1903)
Die Arbeiten begannen am 16. Februar 1902 mit dem Aushub der Baugruben. Die stählernen Teile des Brückenträgers und der Pylone wurden in Châteauneuf gefertigt, wo sich die Werkstätten der Firma Arnodin befanden. An der Baustelle erlaubte die Installation eines Krans, ab Ende August mit der Montage der Pylone zu beginnen.
Im November 1902 war der Pylon auf dem rechten Ufer vollendet, im Februar 1903 auch der auf dem linken Ufer. Der Zusammenbau der Brückenträgers und der Gegengewichte geschah in drei Schritten: zunächst wurde auf jedem der Ufer der Brückenträger montiert und schließlich der 46 t schwere Mittelteil am 3. August 1903 um 18 Uhr angehoben und 50 m über dem Fluss in seine endgültige Position gebracht. Nach der Installation der Gondel fand ein Belastungstest mit 85 t Steinen statt.

### Einweihung und Betrieb

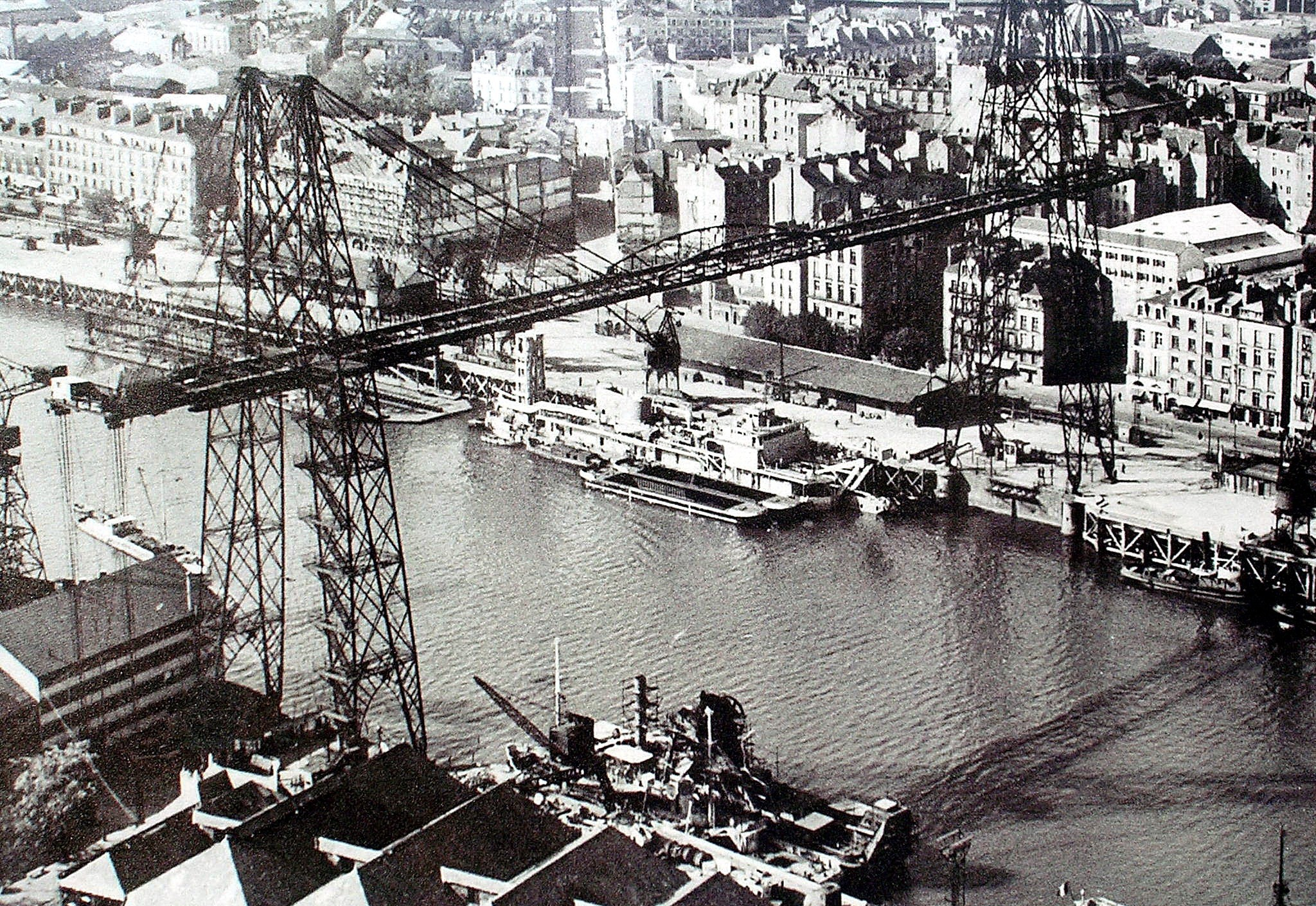
Luftaufnahme der Schwebefähre

Am 1. November 1903 um 7 Uhr morgens wurde die Brücke eingeweiht und in Betrieb genommen. Es gab einen großen Andrang; der Erfolg des ersten Tages bezifferte sich auf 10.000 Überfahrten zu 5 oder 6 Centimes, je nach Klasse, und zweitausend Aufstiege zum Tarif von 0,50 Franc. Für die zweiminütige Überfahrt waren zuvor Jetons zu kaufen.

### Abriss
Nach mehr als 51 Jahren Betrieb wurde die Schwebefähre am 1. Januar 1955 stillgelegt. Trotz Protesten wurde sie 1958 abgebaut und verschrottet. Noch heute hat sie für die Bewohner von Nantes einen großen symbolischen Wert. Dies bewies 1982 der im Nantes von 1953 spielende Film Ein Zimmer in der Stadt, in dem der Regisseur Jacques Demy und der Bühnenbildner Bernard Evein mit Hilfe von Matte Painting die Schwebefähre während des Vorspanns erscheinen ließen. Demy war besonders stolz auf diese Einstellung.

## Eigenschaften
Die beiden 75 m hohen Pylone und der stählerne Brückenträger 50 m über dem Kai sind charakteristisch. Eine Gondel, die von dem Brückenträger an Kabeln abgehängt war, sorgte für den Transfer von einem Ufer zum anderen. Diese von Gehsteigen gesäumte Plattform trug Bänke und eine Kabine erster Klasse, über der sich der verglaste Fahrstand befand. Diese Schwebefähre zählte zu den Auslegerbrücken, die über Schrägseile abgespannt und über ihre rückwärtige Verlängerung durch Gegengewicht und Verankerung im Gleichgewicht gehalten werden, so wie die Schwebefähre in Marseille. Dadurch vermeidet man die Unannehmlichkeiten, die innerhalb der Stadt die bei Hängebrücken übliche Verankerung in größerer Entfernung mit sich bringt, wie man sie noch heute bei den Schwebefähren von Rochefort, Bilbao oder Newport beobachten kann.

## Überreste der Schwebefähre
Die Fundamente der ehemaligen stählernen Aufbauten kann man noch heute an beiden Ufern sehen. An der Nordwestecke der Pont Anne-de-Bretagne, die heute den Platz der Schwebefähre einnimmt, ist am Geländer eine Erinnerungstafel angebracht.

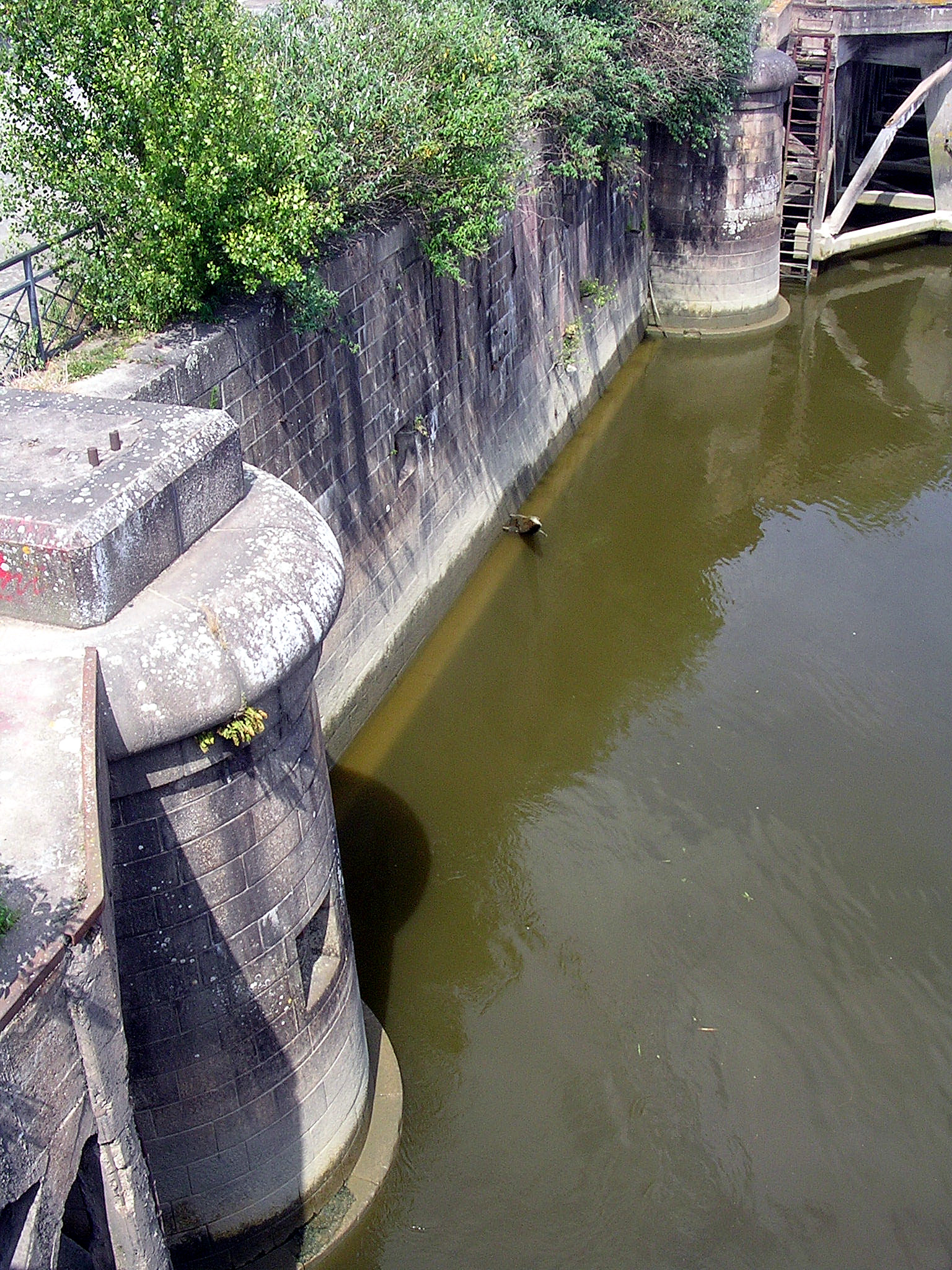
Pfeiler am rechten Ufer
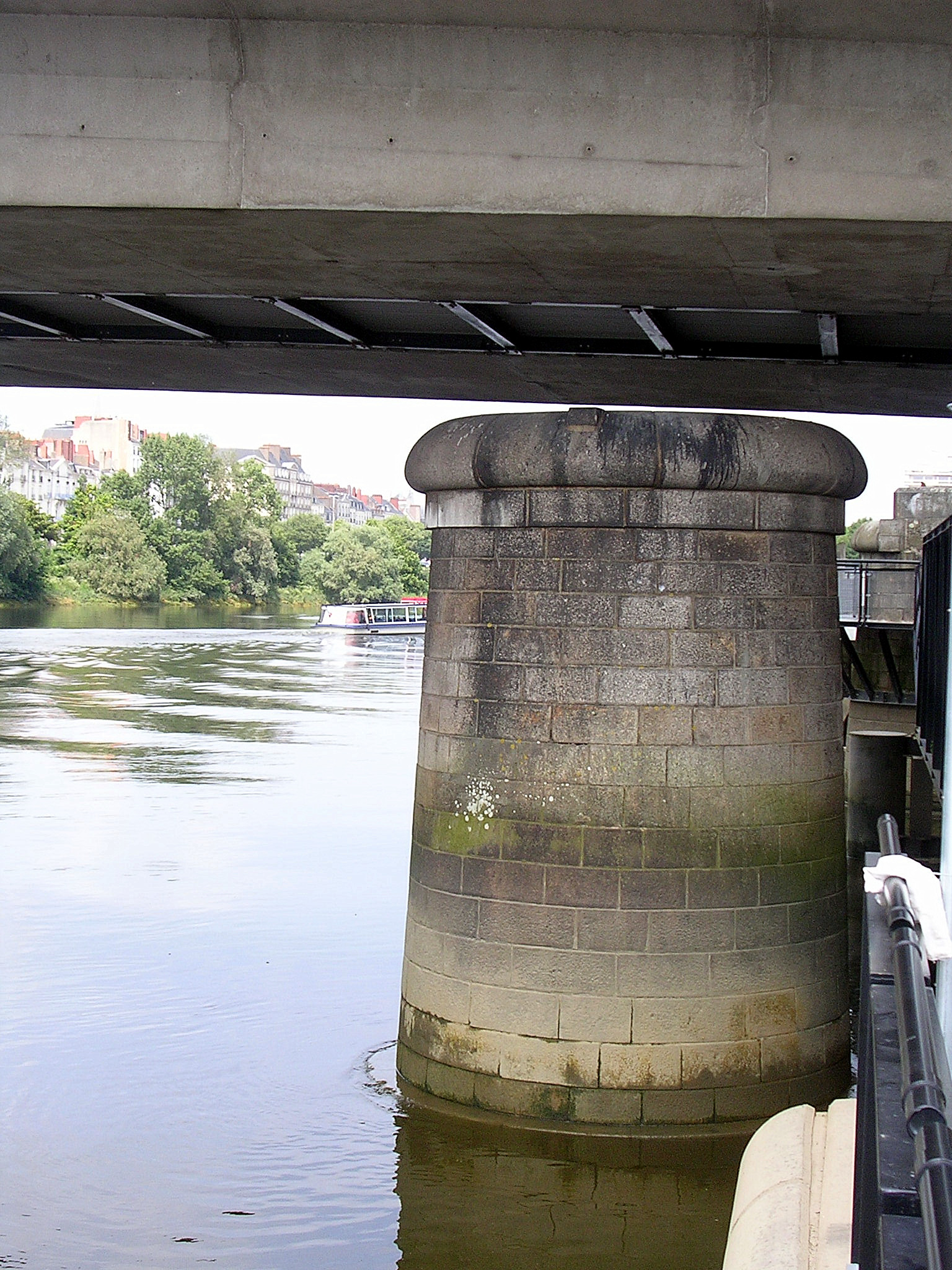
Pfeiler am linken Ufer unter der heutigen Pont Anne de Bretagne